# Индра (станция)
Индра — железнодорожная станция на линии Даугавпилс—Индра, расположенная в городе Индра Индрской волости Краславского края Латвии, между остановочным пунктом Ниедрица и разъездом Робежниеки. Движение пассажирских поездов на станции было возобновлено 16 декабря 2021 года. В настоящее время касса на станции закрыта.

## История
Станция была открыта одновременно с запуском линии Даугавпилс—Индра. Изначально она называлась Бальбиново. Во время Первой мировой войны для нужд армии Российской империи от станции Бальбиново до берега Западной Двины (у местечка Пиедруя) было построено ширококолейное железнодорожный ответвление, которое через недолговечный мост соединялось с узкоколейной линией на станции Друя. Этот участок (Индра—Пиедруя) был разобран в 1920-х годах.
В 1921 году станция была переименована в Индру. В 1926—1927 годах к первоначальному зданию станции по проекту архитектора Л. Гринберги была добавлена пристройка. В 1927 году по инициативе начальника станции Я. Бриежа рядом со станцией разбили цветочный сад, в котором из цветов была выложена эмблема железнодорожников.
Во время Второй мировой войны здание станции было разрушено. Новое здание станции было построено в 2003 году.

## Современное состояние
В 2000 году на участке Даугавпилс—Индра прекратили курсировать дизельные поезда. С 2007 года на также перестал курсировать международный поезд Рига—Гомель.
6 июня 2017 года на станции Индра сделал остановку праздничный поезд в честь Столетия Латвийской республики.
До пандемии COVID-19 на станции останавливался международный поезд Рига—Минск.
29 октября 2021 года Совет общественного транспорта Латвии принял решение продлить отдельные рейсы маршрута Рига—Краслава до станции Индра. Эти рейсы начали выполняться 16 декабря 2021 года. В результате станция стала конечным пунктом для двух пар дизельных поездов в неделю.
В настоящее время пассажирские поезда из Риги прибывают на станцию по четвергам и пятницам, а в обратном направлении отправляются по пятницам и субботам рано утром.